# Liberia na Letnich Igrzyskach Olimpijskich 1956
Liberia na Letnich Igrzyskach Olimpijskich 1956, reprezentowana była przez czterech sportowców, samych mężczyzn którzy wystąpili jednej dyscyplinie - lekkoatletyce. Reprezentacja nie zdobyła ani jednego medalu na tych igrzyskach. Był  to pierwszy start Liberii jako niepodległego państwa w letnich igrzyskach olimpijskich. 

## Występy reprezentantów Liberii

### Lekkoatletyka
- George Johnson
  - bieg na 400 m — 6. lokata w kwalifikacjach → nie awansował dalej
  - bieg na 800 m — 7. lokata w kwalifikacjach → nie awansował dalej)
  - sztafeta 4 × 100 m — 5. lokata reprezentacji Liberii → drużyna nie awansowała dalej

- Edward Martins
  - skok w dal — 31. pozycja w kwalifikacjach → brak awansu do sesji finałowej
  - sztafeta 4 × 100 m — 5. lokata reprezentacji Liberii → drużyna nie awansowała dalej

- Emmanuel Putu
  - bieg na 100 m — 5. lokata w kwalifikacjach → nie awansował dalej
  - bieg na 200 m — 7. pozycja w kwalifikacjach → nie awansował dalej
  - sztafeta 4 × 100 m — 5. lokata reprezentacji Liberii → drużyna nie awansowała dalej

- James Roberts
  - bieg na 100 m — 6. miejsce w kwal. → nie awansował dalej
  - bieg na 200 m — został zdyskwalifikowany w kwalifikacjach
  - sztafeta 4 × 100 m — 5. lokata reprezentacji Liberii → drużyna nie awansowała dalej